# J̃
Cette page contient des caractères spéciaux ou non latins. S’ils s’affichent mal (▯, ?, etc.), consultez la page d’aide Unicode.
J̃ (minuscule : j̃, ou j̇̃ en lituanien), appelé J tilde, est un graphème utilisé dans l’écriture du karitiana et du lituanien. Il s'agit de la lettre J diacritée d'un tilde.

## Utilisation
En karitiana, écrit avec l’orthographe de Storto, le j tilde ‹ J̃, j̃ › est utilisé pour transcrire les allophones nasalisés d’une consonne palato-nasale sous-jacente,.
En lituanien, le j tilde ‹ J̃, j̃ › est un graphème proposé et utilisé par certains linguistes et scientifiques, il n’est que très rarement utilisable et est très peu utilisé. Le tilde est utilisé comme le circonflexe grec, il permet d’indiquer l’accent tonique long. Le J tilde indique donc un /j/ qui fait partie d’une diphtongue avec l’accent tonique.

## Représentations informatiques
Le J tilde peut être représenté avec les caractères Unicode suivants :
- décomposé (latin de base, diacritiques) :

| formes                | représentations | chaînes de caractères | points de code       | descriptions                                                          |
| --------------------- | --------------- | --------------------- | -------------------- | --------------------------------------------------------------------- |
| capitale              | J̃               | J◌̃                    | U+004A U+0303        | lettre majuscule latine j diacritique tilde                           |
| minuscule             | j̃               | j◌̃                    | U+006A U+0303        | lettre minuscule latine j diacritique tilde                           |
| minuscule lituanienne | j̇̃               | j◌̇◌̃                   | U+006A U+0307 U+0303 | lettre minuscule latine j diacritique point en chef diacritique tilde |